# Последният мъж на света
Последният мъж на света (на английски: Last Man Standing) е американски ситком сериал, създаден от Джак Бърдит, чиято премиера е на 11 октомври 2011 г. и се излъчва по ABC. Сериалът е спрян след шест сезона на 31 март 2017 г. Година по-късно през май 2018 г. е подновен със седми сезон, който ще се излъчва от 28 септември по FOX. На 18 април 2019 г. е подновен за осми сезон с премиера на 2 януари 2020 година.

## Сюжет
Сериалът проследява живота на Майк Бакстър (Тим Алън), старши изпълнителен директор на верига магазини за спортни стоки със седалище в Денвър, Колорадо. Неговият свят се крепи на връзката и взаимоотношенията с неговата жена Ванеса Бакстър (Нанси Травис), трите му дъщери Кристин Бакстър, Аманда Бакстър – Манди, Ийв Бакстър и внука му Бойд Бакстър.

## „Последният мъж на света“ в България
В България сериала се излъчва по FOX. Дублажът е на студио Доли. В дублажа участват Яна Огнянова, Стоян Цветков и Явор Караиванов и Росица Александрова 